# Cristina Cremer de Busti
María Cristina Cremer de Busti (Córdoba, 13 de mayo de 1949) es una docente y política argentina del Partido Justicialista. Diputada nacional por la provincia de Entre Ríos desde 2007 hasta 2017, también fue titular del Instituto de la Discapacidad de Entre Ríos. Es viuda de Jorge Pedro Busti, que fue gobernador y senador de dicha provincia e intendente municipal de Concordia.

## Biografía
Cremer era conocida como 'Mary' hasta que se mudó a Entre Ríos a los 24 años de edad, cuando la gente comenzó a llamarla 'Cristina'. Cremer y Busti se casaron en 1974 y tienen tres hijos y seis nietos. Estudió en la Escuela Normal de Profesores Alejandro Carbó, egresando en 1969, y luego cuatro años la carrera de abogacía en la Facultad de Derecho en la Universidad Católica de Córdoba, donde fue activa en la Juventud Peronista. Luego trabajó en los tribunales de la capital cordobesa cuando su padre falleció.
Cremer fue presidenta del Instituto Provincial de Discapacidad de Entre Ríos entre los periodos 1995-1999 y 2003-2007, durante dos gobernaciones de Busti. Fue elegida diputada nacional en 2007, encabezando la lista del Frente para la Victoria (FPV). Su esposo terminó su mandato como gobernador en la misma elección. Existieron especulaciones sobre si Cremer se postulaba como gobernadora.
En 2009 abandonó en bloque del FPV y en 2013 se volvió a presentar como diputada por la Alianza denominada Unión por Entre Ríos, siendo electa con el 23,41% de los votos.
Especializada en discapacidad y medio ambiente, en el Congreso de la Nación Argentina se desempeñó como vicepresidenta primera de la Comisión de Recursos Naturales y Ambiente Humano, luego como secretaria en la Comisión de Peticiones, Poderes y Reglamento viceperesidente segunda de la Comisión de Vivienda y Ordenamiento Urbano, y como vocal en las comisiones de Economía, Legislación General y Turismo.
En 2014 presentó los siguientes proyectos de ley:
- Número 2281-D-2014. Sistema de protección integral de las personas discapacitadas (Ley 22.431): modificación del artículo 1 sobre beneficios previsionales y su compatibilidad.[7]
- Número 2280-D-2014. Licencia para trabajadores madres de hijos con discapacidad (Ley 24.716): modificación del artículo 1, sobre extensión de la licencia.[8]